# ファーストキッチン
ファーストキッチン株式会社（英: First Kitchen Co.,Ltd、登記上の商号: フアーストキツチン株式会社）は、関東地方を中心に展開する日本のファストフードチェーン企業である。
かつてはサントリーグループであったが、ウェンディーズ・ジャパンに売却され、従来の「ファーストキッチン」の他に「ウェンディーズ・ファーストキッチン」として店舗を運営している。
コーポレートカラーはオレンジ色。略称は頭文字からとった「FK」（エフケイ）。俗称として一部で「ファッキン」と呼ばれたこともあったが、公式には使用しない。現行ロゴマークは「FK」を強調したものになっている。「ウェンディーズ・ファーストキッチン」店舗ではウェンディーズの赤いロゴと女の子のマークを使用し、略称は「WFK」である。

## 歴史
1977年9月、サントリーがファーストキッチン株式会社を設立。同年、東京・池袋東武百貨店地下1階の営団地下鉄丸ノ内線池袋駅付近にファーストキッチン1号店を開店した。
看板商品は「ベーコンエッグバーガー」。他にも味が選べるフレーバーポテト、パスタ、スープ、デザートなど、従来のハンバーガーショップと差別化されたメニューを特色とする。
バブル崩壊後の1990年代には、マクドナルドをはじめファストフード店でも低価格競争が進んだ。1993年から1994年にかけて売上が低迷したため、1996年頃から客単価の高い20代・30代の大人向けに対象を絞り、メニューについてもハンバーガーにとどまらない品揃えを取り入れ、マクドナルドなど他の大手チェーンから一線を画して「脱ハンバーガー化」を進めた。
2005年には店舗コンセプトを一新して「City Convenience Restaurant」をテーマに、メニューラインナップ、店内レイアウト、ロゴマークなど企業イメージを全面的にモデルチェンジした。店内の内装は、これまでの2人掛けテーブルを並べたレイアウトから、中央に大テーブル、周囲に1人掛けソファー席またはカウンター席に変え、客席の効率化を図ったものになった。
メニューに関しても136円ピザ・ドッグなどの低価格商品群を廃止し、リニューアルして価格を上げ、ピザマルゲリータは136円から390円の商品に置き換え、高価格帯商品としてパスタを導入。パスタ開始当時のメニューは、ペペロンチーノ、ミートソース、サーモンクリーム、オルトラーナだった。メニュー変更と同時期にセットメニューのポテトを追加料金を支払うことでサラダに変更できるサービスも始めたが、これは高価格商品化の試みというより、当時マクドナルド社の始めた同種のサービスに追随したものであった。
2009年に新形態のコンセプト店として、渋谷宮益坂店がリニューアルされた。店内は明るいカフェスタイルに変わり、従業員の制服もエプロンを採用するなどイメージの刷新が図られた。2010年3月には関西にもリニューアル店舗として梅田芝田町店がオープン。
2011年には、看板商品であるベーコンエッグバーガーがテレビ朝日系列『お願い!ランキングGOLD』2010年11月20日放送分の「美食アカデミー」で下位となったことをきっかけにハイグレード化した「特撰ベーコンエッグバーガー」を発売。

## ウェンディーズ・ファーストキッチン

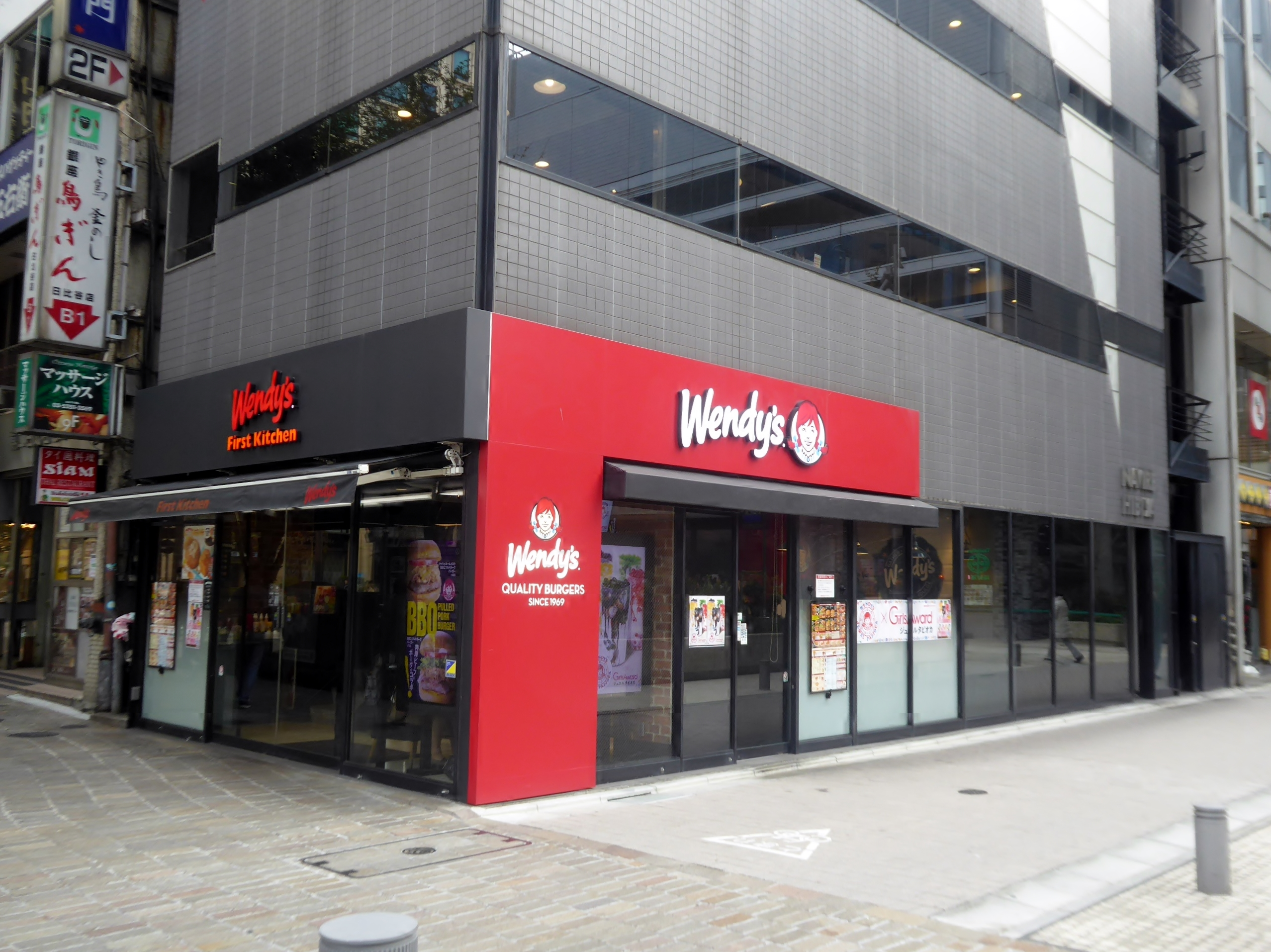
ウェンディーズ・ファーストキッチン 日比谷シャンテ前店

2015年3月にファーストキッチンはウェンディーズとのコラボレーションを発表。ファーストキッチンの既存2店舗を改装し「ファーストキッチン・ウェンディーズ」として、ファーストキッチンとウェンディーズの人気商品と、限定コラボレーションメニューを販売した。3月26日には六本木店がファーストキッチン・ウェンディーズ六本木店として、8月10日には上野浅草口店がファーストキッチン・ウェンディーズ上野浅草口店としてそれぞれオープン。
2016年6月30日、サントリーホールディングスは、ウェンディーズの運営会社であるウェンディーズ・ジャパンへ全株式を売却。
その後は「ウェンディーズ・ファーストキッチン」として店舗展開している。フードコート内の店舗や狭小店舗などを除き、順次「ウェンディーズ・ファーストキッチン」への業態変更が進められている。
「ウェンディーズ・ファーストキッチン」ではベーコンエッグバーガー等のファーストキッチンメニューを順次廃止する方向で進められている。

サントリーホールディングスは、同時期の2018年にサブウェイの株式も売却し、経営から撤退している。

## 店舗

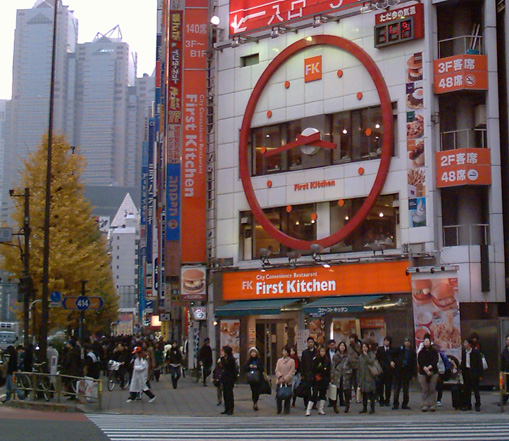
旗艦店舗の新宿南口店

2024年4月現在、ウェンディーズファーストキッチン（WFK）は66店舗、ファーストキッチン（FK）は43店舗を展開。
出店形態は、繁華街のビルなどに出店する「街なか店舗」と、郊外の大型商業施設（ショッピングセンター、スーパーマーケット、ホームセンターなど）のフードコートに出店する「フードコート店舗」に大別される。
2010年8月10日には、ファーストキッチン初となる空港内店舗「関西国際空港店」が関西国際空港第1ターミナルビル2階に出店。当地ではかつてマクドナルドが営業していたが、こちらは同フロア内で移転している。この店舗の営業時間（5:30 - 24:00）は24時間営業店舗を除く一般エリアの飲食店では最も長かった。同店舗は約5年後の2015年8月に閉店し、跡地には同年11月「MOSDO! 関西国際空港店」が出店している。
NTTドコモの公衆無線LANサービス「docomo Wi-Fi」とNTT東日本・西日本の公衆無線LANサービス「フレッツスポット」が利用できる店舗が多く、パソコンやスマートフォンなどでの高速インターネット通信が可能となる。

### 出店地域
- 関東地方：東京都・神奈川県・千葉県・埼玉県・群馬県・茨城県
- 中部地方：愛知県・岐阜県
- 近畿地方：滋賀県・大阪府・京都府・兵庫県・奈良県
- 九州地方：福岡県

出店地域は日本のみ124店（2018年2月現在）。近年の店舗展開は関東地方（95店）に集中したドミナント出店となっており、それ以外は近畿地方（15店）・東海地方（10店）・福岡県（4店）において店舗展開が行われている（2018年2月現在）。
東京の新宿駅前の新宿南口店（甲州街道交差点のルミネ新宿向かい）は、新宿の超高層ビル群や商業施設へ向かう人々が絶えず行き交う場所にあり、立地・集客とも主力となる旗艦店舗として全盛期から現在まで残っている。新宿南口店は2017年10月以降は「ファーストキッチン・ウェンディーズ」の店舗となり、現在は「ウェンディーズ・ファーストキッチン」新宿南口店として営業している。
他に、早朝から夜遅くまで人通りが多い東京都内の上野駅・銀座駅・渋谷駅周辺の店舗も利用客が多い。かつては、親会社サントリーがスポンサーであったフジテレビ系のいわゆる「月9ドラマ」のロケ地として、飯田橋ラムラ店などがよく使われていた。これらの店舗はいずれも「ウェンディーズ・ファーストキッチン」に業態転換している。
かつては宮城県、新潟県、奈良県、広島県などにも店舗を展開していたが、全て撤退している。
九州地区では福岡県と大分県に最大5店舗あったが、2009年に一度撤退した。2015年にサンリブが運営するショッピングモールのフードコート内に2店舗を出店し、約7年ぶりに九州地区に再進出する。

#### 地方進出でのエピソード
1987年頃、静岡県へ初出店を試みた（静岡市紺屋町、現：同市葵区紺屋町）ものの、駅前繁華街にもかかわらず出店場所の設定ミスなどもあり客足が全く伸びず、開店から2か月ほどで撤退した。出店場所は西武百貨店（現・パルコ）の至近であり、静岡市内で一番の人通りがある呉服町通りの手前という最高の立地と思われたが、店舗から北へ数メートル程度の場所にJR静岡駅と直結した地下街の出入り口があったことから、通行人の動線がJR静岡駅方面からは店舗を背にして地上へ出る格好に、一方で呉服町方面からは店舗の手前で地下街へ吸い込まれる格好となり、視覚的に店舗の存在が認知されにくかったことも、短期間で撤退した理由のひとつと見られている。他にも県内唯一の店舗ということもあってか、テレビCMをはじめとしたマスコミへの露出もなく、知名度に乏しかったことも災いしたと見られている。
それ以降、同市内のみならず静岡県内へは30年以上再出店もなく、2019年3月に県東部地方の三島市本町にパチンコ店を運営している企業により、ファーストキッチン・ウェンディーズブランドのFC店として再出店を果たしたが、これも2023年11月に閉店し、2024年現在は静岡県内に店舗は存在しない。

## 商品

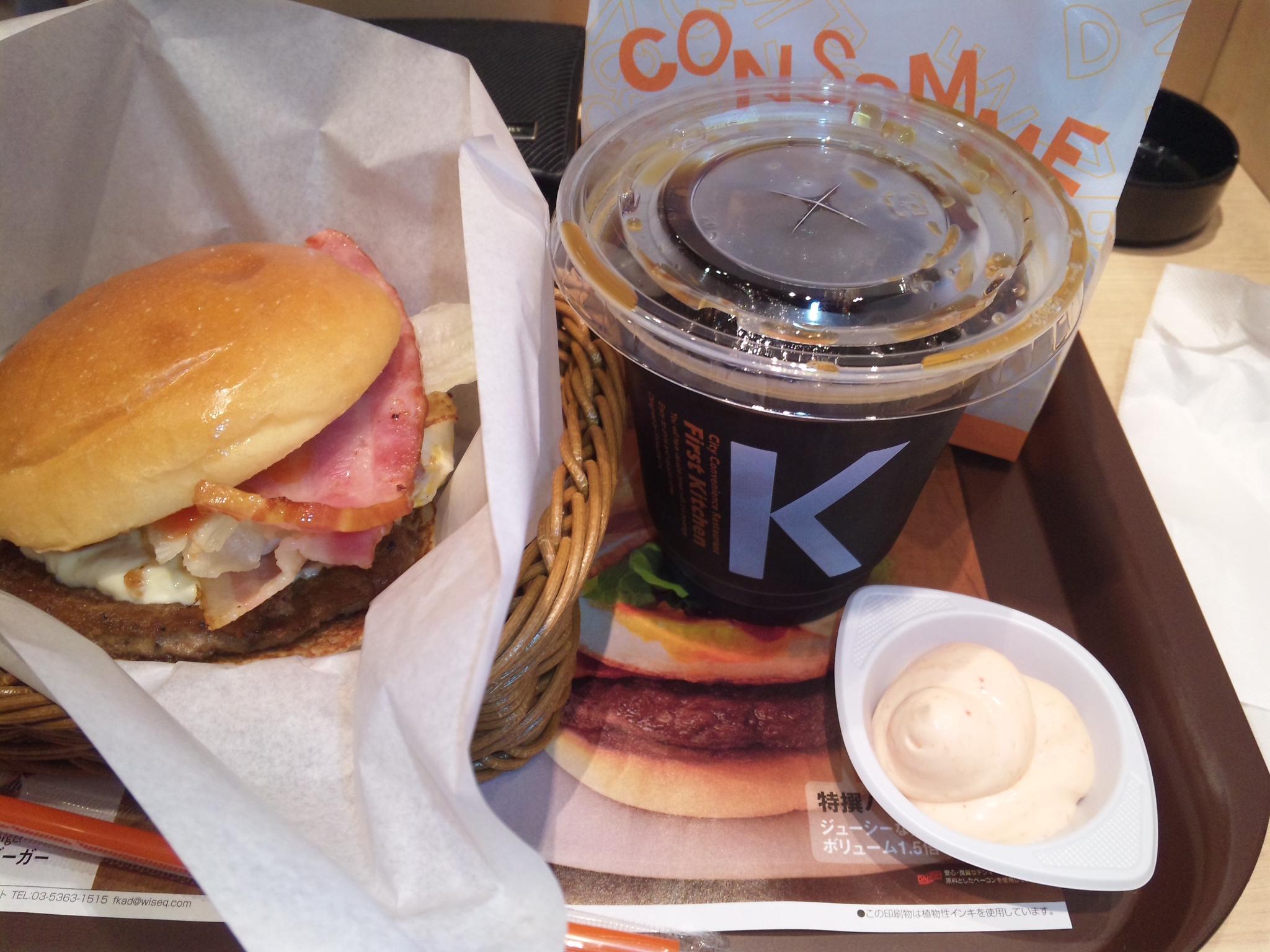
特撰ベーコンエッグバーガーセット

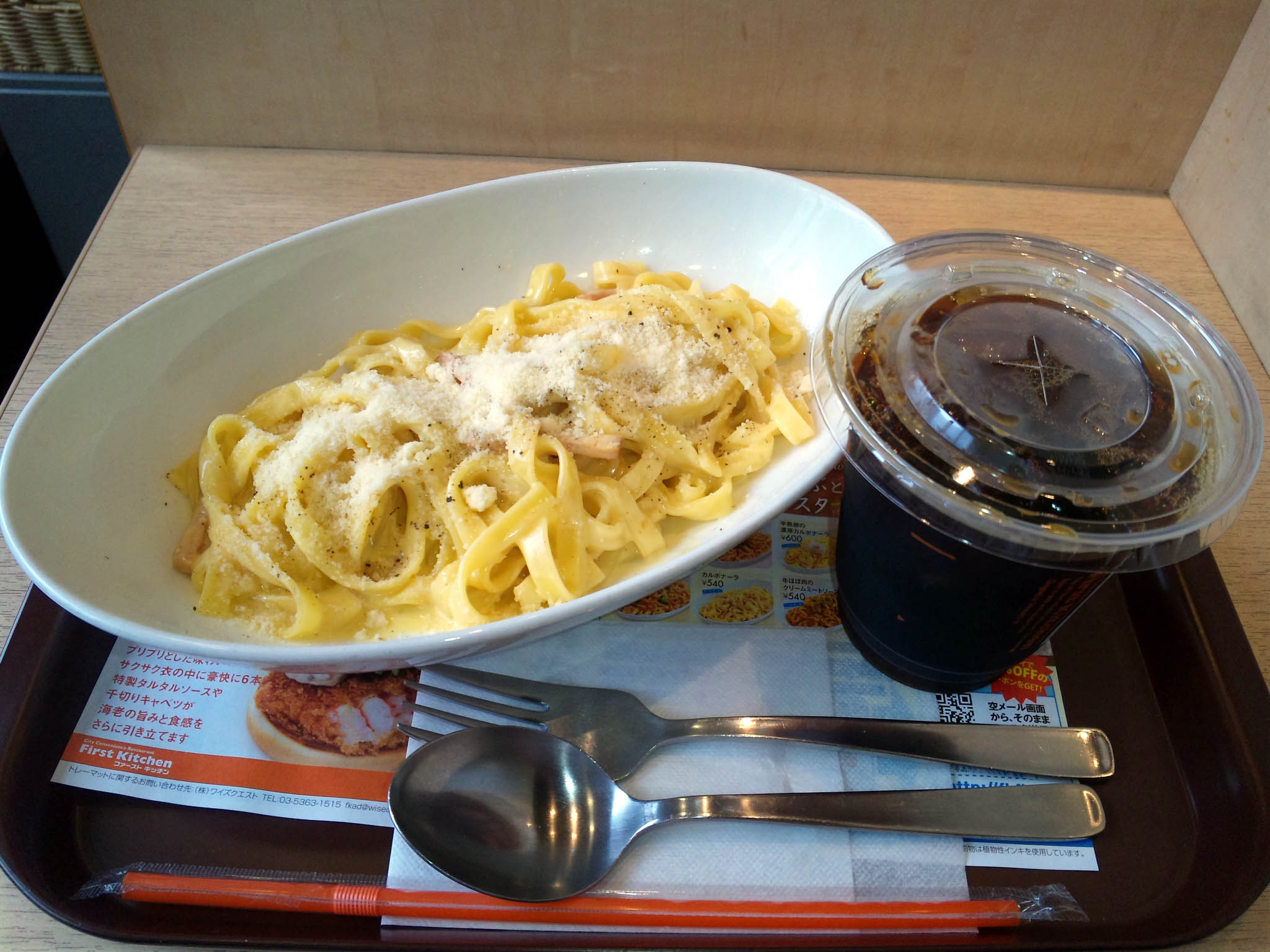
パスタ（カルボナーラ）

創業以来の定番商品はベーコンエッグバーガー。それまでのハンバーガーの基本が「ケチャップと牛肉（ハンバーグ）」であったところに、「タルタルソースと玉子と牛肉」という新たな組み合わせが人気商品となった。2004年からは単価472円の、当時としては高価格帯であった高級ハンバーガーを定期的に発売していた。
ハンバーガーの他、ピザやパスタ、フライドチキンがメニューに加わる。デザート商品も充実している。2004年には米飯（丼飯）メニューが発売されたが現在は販売されていない。
フライドポテトに好みの味付けを加えるフレーバーポテトは、1996年に発売した「バジルポテト」以来35種類以上のバリエーションが発売されている。常時6種類から8種類のフレーバーを取り揃えている。
店舗内には無料の「ディップソースバー」が設置され、明太子マヨネーズ、チーズソースなど好みのソースが使用できる。このソースはボトル販売も行っている。
かつて酒造業のサントリー傘下であったことから、街なか店舗ではカールスバーグビールがメニューにある。
サントリーが1997年にペプシ製品の日本に於けるマーケティング及び製造販売総代理権を譲受した以降はコーラのペプシコーラ等のペプシ製品を取り扱うようになった。当初はサントリーコーラを提供していたがペプシ製品取り扱いとほぼ同時に「サントリーコーラ」は製造と販売を終了している。
一部メニューで「街なか店舗」限定、「フードコート店舗」限定商品があり、低価格帯商品（ハンバーガー、チーズバーガー）はフードコート限定、ビールなど一部のドリンクは街なか店舗限定となる。一部店舗では「キッズセット」を発売しており、マクドナルドの「ハッピーセット」同様に玩具が付いてくる。
2025年3月27日に大阪万博に目を向け、「たこ焼きバーガー」「たこ焼き味ポテト」「ミックスジュースタピオカ ミルク」「ミックスジュースタピオカ スパークリング」を発売した。

## 会員サービス
1997年11月から「クラブFK」という会員制度を開始した。商品の10%割引と共に、ポイントカードで点数を集めることで商品や景品に引き換えられるシステムだが、2007年12月末日をもって同サービスは終了した。その後開始となった携帯電話会員版「CLUB-FK」では、一部割引商品（コーヒー回数券や割引キャンペーン商品）以外に使用できる10%割引画面と、指定商品に対して10%以上の割引価格が設定されている週替わりクーポン画面の、2つのサービスが行われた。「ウェンディーズ・ファーストキッチン」新アプリへの移行に伴い、メールマガジンによるクーポンサービスは終了した。

## 系列店
- ポテトパラダイス - 2006年3月8日に、千葉県柏市で初出店。フライドポテト専門のファストフードレストランで、全店舗がショッピングセンターのフードコート内にあった。4種類のポテトに8種類の味（塩味を含む）を選べるフレーバーポテトと、ハッシュポテトなど塩味のみ6種類の計38通りのポテトがあり、ファーストキッチンと同様にソースバーも設置されていた。店舗のマスコットキャラクターは、見習い魔女の「マージ」。2007年10月時点で11店舗があり、2008年に100店舗の展開を目標としていた[13]。千葉県のほか埼玉県にも出店し、モラージュ柏やイオンモール羽生などに店舗があった。しかし閉店やファーストキッチンへの転換が相次ぎ、2010年3月時点では1店舗のみとなり、残った店舗も閉店した。

- おにぎりキッチンオムズ - 2002年5月に王子駅前店が開店。テーマは「おにぎり和カフェ」で、おにぎりをメインに、みそ汁、日本茶などの商品があった。その後売上が低迷し2006年2月をもって撤退した。

## CM出演者

### 過去
- 益田喜頓
- ハナ肇
- 片岡鶴太郎
- 田代まさし